# Phytala catori
Phytala catori är en fjärilsart som beskrevs av George Thomas Bethune-Baker 1903. Phytala catori ingår i släktet Phytala och familjen juvelvingar. Inga underarter finns listade i Catalogue of Life.